# アニー・ホワイトヘッド
アニー・ホワイトヘッド（Annie Whitehead、1955年7月16日 - 、ランカシャー州オールダム生まれ）は、イングランドのジャズ・トロンボーン奏者である。

## 略歴
ホワイトヘッドは高校でトロンボーンを学び、ロック・バンドやジャズ・バンドに参加した。彼女は16歳のときに学校を卒業し、アイヴィー・ベンソンが率いる女性のビッグバンドのメンバーとなった。彼女はジャージーに移るまでの2年間、そのバンドで演奏した。ミュージシャンとしての人生に不満を持つようになり、以降ほぼ6年間にわたり音楽をやめた。1979年に音楽の世界へと戻り、スカ・バンドを始めた。2年後、ロンドンへと移り、パブでの演奏を経て、再びジャズに興味を持つようになった。1980年代には、南アフリカのピアニストであるクリス・マクレガーが率いるビッグバンド、ブラザーフッド・オブ・ブレスと共にツアーを行った。
彼女のキャリアの中で、...And the Native Hipsters、ブラー、カーラ・ブレイ、チャーリー・ワッツ・オーケストラ、ジャー・ウォブル、ジャミロクワイ、ジョン・スティーヴンス、ペンギン・カフェ・オーケストラ、スマイリー・カルチャー、スパイス・ガールズ、ワーキング・ウィークと共に演奏してきた。彼女はギタリストのジョン・エサリッジが率いるフランク・ザッパのトリビュートバンド、ザ・ザッパティスタのメンバーを務めている。

## ディスコグラフィ

### リーダー・アルバム
- Mix Up (1984年)
- This is ...Rude (1994年) ※Rude名義。with ハリー・ベケット、イアン・メイドマン、リアム・ゲノッキー
- Naked (1997年)
- Home (1999年)
- The Gathering (2000年)